# Rackham den Rødes skat
Rackham den Rødes skat (fransk originaltitel Le Trésor de Rackham le Rouge) er det tolvte album i tegneserien om Tintins oplevelser. Det er skrevet og tegnet af den belgiske tegneserieskaber Hergé og blev udgivet i 1944. Det er anden del af to, hvor den første er Enhjørningens hemmelighed, der udkom året inden.
Hæftet handler om den unge reporter Tintin og hans gamle ven kaptajn Haddock, der er på sporet af piraten Rackham den Rødes skat, som findes på det sunkne skib Enhjørningen, og tager på en ekspedition for at finde den. De får hjælp af professor Tournesol, der har fremstillet en ubåd. Det er den først gang at Tournesol optræder, og albummet er det bedst sælgende i serien om Tintin.

## Nogle franske udgaver
- 1943: Les aventures de Tintin et Milou, fortsat serie i Le Soir 19. februar 1943 – 23. september 1943.[1][2]
- 1945: Les aventures de Tintin – Le Trésor de Rackham le Rouge, album fra Casterman. 62 tegneseriesider i farver.[3]

## Danske udgaver
Føljetoner
- 1961-1962: Rackham den Rødes skat. Fortsat serie i Politiken nr. 34, fredag 3. november 1961 – nr. 177, tirsdag 27. marts 1962.
- 1968-1969: Rackham den Rødes skat. Fortsat serie i fart og tempo nr. 37, fredag 13. september 1968 – nr. 9, fredag 28. februar 1969.
- 1980-1982: Rackham den Rødes skat. Fortsat serie i Politiken nr. 276, søndag 6. juli 1980– nr. 101, søndag 10. januar 1982.
- 1982-1983: Rackham den Rødes skat. Fortsat serie i Århus Stiftstidende søndag 24. januar 1982 – søndag 3. april 1983.
- ca. 1982: Rackham den Rødes skat. Fortsat serie i Billed-Bladet.

Album
- 1960: Tintins oplevelser nr. 12 (gammel standardudgave). Rackham den Rødes skat. Illustrationsforlaget. Genoptryk har ISBN 87-562-0055-2.[4]
- 1982: Tintins oplevelser (dobbeltbind) „Enhjørningen”s hemmelighed & Rackham den Rødes skat med ekstramateriale. Totalt 160 sider, indbundet. ISBN 87-562-2146-0.[5]
- 1989: Albumklubben Comics nr. 40. Tintin: Rackham den Rødes skat. ISBN 87-7708-056-4.[6]
- 2006: Tintins oplevelser (retroudgave). Rackham den Rødes skat. 2. udgave. Carlsen Comics, ISBN 978-87-626-7789-0. Fra 2. oplag, 2012, Cobolt, ISBN 978-87-7085-280-7.[7]
- 2008: Tintins oplevelser nr. 12 (minicomics). Rackham den Rødes skat. Carlsen, ISBN 978-87-626-0540-4.[8]
- 2011: Tintins oplevelser (ny standardudgave). Rackham den Rødes skat. Cobolt, ISBN 978-87-7085-437-5.[9]
- 2012: Tintins oplevelser (gigantudgave). Rackham den Rødes skat. Cobolt, ISBN 978-87-7085-482-5.[10]